# Tournefortia hartwegiana
Tournefortia hartwegiana là loài thực vật có hoa trong họ Mồ hôi. Loài này được Steud. miêu tả khoa học đầu tiên năm 1841.